# Nederlandsch-Indische Artsen School
De Nederlands-Indische Artsen School (N.I.A.S.) was vanaf 1913 een  medische school in Soerabaja voor Javaanse studenten. De docenten waren voor het merendeel Nederlandse legerartsen.
Ondanks de weidse naam van het instituut leidde de meerjarige cursus op tot een niveau dat niet hoger lag dan kennis en toepassing van de primaire gezondheidszorg, inclusief de bevoegdheid tot het toedienen van vaccinaties. De afgestudeerde "Indische artsen", zoals zij officieel werden genoemd, gingen meestal terug naar het dorp of de streek waar zij vandaan kwamen om daar hun beroep uit te oefenen. In 1941 werd de school gesloten door de Japanse bezetter. Na 1945 groeide de opleiding uit tot de huidige Universitas Airlangga.
Een Javaans zusterinstituut was de STOVIA (School tot Opleiding van Inlandse artsen) te Batavia.